# مزرعه محمدصادق اقبال
مزرعه محمد صادق اقبال یک منطقهٔ مسکونی در ایران است که در دهستان حومه (لارستان) واقع شده‌است.